# Good Night (canción)
«Good Night» es la última canción del álbum The Beatles (también conocido como The White Album) de 1968. Fue compuesta por John Lennon y es cantada en su totalidad por Ringo Starr. La música es proporcionada por una orquesta arreglada y dirigida por George Martin.

## Composición
John Lennon originalmente escribió la canción como una canción de cuna para su hijo Julian cuando tenía cinco años de edad. 
El arreglo de George Martin es excesivamente exuberante, y de manera intencional. Se dice que Lennon quería que la canción sonara "realmente cursi".
Los músicos tocaron los siguientes instrumentos: doce violines, tres violas, tres violonchelos, un arpa, tres flautas, un clarinete, un corno francés, un vibráfono y un contrabajo. Los cantantes "Sammes Mike" también participaron en la grabación. 
La canción termina con Ringo Starr, susurrando las palabras: "Good night... Good night, everybody... Everybody, everywhere... Good night."

## Love
La canción hace dos apariciones en la banda sonora de The Beatles Love, para el show del Cirque du Soleil. Se utiliza como una transición entre "Lucy In The Sky With Diamonds" y "Octopus's Garden". Después de la introducción orquestal a la tercera estrofa de "Good Night", el acompañamiento orquestal toca sobre una muestra de Starr lentamente, cantando las palabras iniciales de "Octopus's Garden". Más tarde, al final de la serie, después de los acordes de "All You Need Is Love" trae el álbum a su fin.

## Versiones
La canción ha sido interpretada por varios artistas, incluyendo, Carpenters, Ramsey Lewis, Kenny Loggins, Cyril Stapleton, Manhattan Transfer, The Monkees y el baterista Micky Dolenz. Barbra Streisand la grabó en 1969 para su álbum What About Today?. También fue elegida para tocarla por la banda británica Coldplay, después de que la banda había abandonado el escenario en los conciertos de 2005-2006 en el Twisted Logic Tour.

## Personal[1]
- Ringo Starr – Voz
- George Martin – Dirección de orquesta
- Sin acreditación – doce violines, tres violas, tres cellos, tres flautas, clarinetes, trompas, vibráfonos, contrabajo, arpas.
- Ingrid Thomas - vocals
- Pat Whitmore - vocals
- Val Stockwell - vocals
- Irene King - vocals
- Ross Gilmour - vocals
- Mike Redway - vocals
- Ken Barrie - vocals
- Fred Lucas - vocals